# آنابل مک‌اینتایر
آنابل مک‌اینتایر (انگلیسی: Annabelle McIntyre؛ زادهٔ ۱۲ سپتامبر ۱۹۹۶) قایقران روئینگ اهل استرالیا است.
او در مسابقات کشوری و بین‌المللی در مجموع برندهٔ ۱ مدال طلا، ۳ مدال نقره، ۱ مدال برنز شده‌است.